# Mar Eemiano
Il mar Eemiano era una massa di acqua localizzata approssimativamente dove attualmente si trova il mar Baltico, durante l'Interglaciazione Riss-Würm, la sua presenza viene datata al tempo dell'evento MIS 5e nel sistema di misurazione delle temperature terrestri in base agli isotopi dell'ossigeno sul fondo marino Stadio dell'isotopo marino (Marine isotopic stage, MIS 5e), approssimativamente nell'arco di tempo compreso tra 130.000 e 115.000 anni fa. Il livello del mare era, su scala globale, da 5 a 7 metri più alto di quello odierno, a causa della precedente fusione dell'acqua dei ghiacciai. Sebbene il termine “Eemiano”  si applica correttamente soltanto al sistema glaciale del Nord-Europa, alcuni scienziati lo usano in un senso più ampio per indicare ogni massa d'acqua di grandi dimensioni nell'ultimo Periodo interglaciale.
Il mar Eemiano, nella fase arcaica, collegava il Mar Bianco lungo la linea del Canale Baltico-Mar Bianco. La Carelia era inondata e i laghi Ladoga e Onega erano solamente depressioni all'estremità poco profonda del Mar Eemiano. Dall'altra estremità il mare si collegava più estesamente al mar del Nord. Molta parte del Nord Europa era sommersa da acque poco profonde. La Scandinavia era un'isola, e la salinità del mar Eemiano era comparabile a quella dell'Atlantico. Gli scienziati arrivano a queste conclusioni studiando  alcuni tipi di microorganismi fossilizzatisi nei sedimenti argillosi depositati nel mar Eemiano, e il rinvenimento di polline di Corylus, Carpinus e Betula.
Durante la fase MIS 5e, la temperatura media annuale era di 3 °C più alta di oggi. Al suo termine, durante il preludio più freddo degli stadi 5 d, c, b, a, la regione continuò a sollevarsi isostaticamente. Un po' d'acqua fu ricatturata dal ghiaccio, i livelli nel mar Eemiano si abbassarono e lo sbocco del mar Bianco venne bloccato. Il lago salmastro post-Eemiano non durò a lungo geologicamente parlando, ma venne ricoperto totalmente dal ghiaccio. La Glaciazione Würm sviluppatasi pienamente nella fase MIS 4, con uno stadio intermedio nel MIS 3 e una più grande estensione nel MIS 2, raggiunse al suo massimo, tra 20.000 e 18.000 anni fa, un'altezza di oltre 3 km. Poiché il fondo lacustre era profondo soltanto poche centinaia di metri, nessun lago poteva continuare a esistere. Il ghiaccio si estese verso sud nel Nord Europa fino alla Francia e verso est fino alla Polonia. Al momento della sua recessione si formò il Lago Ghiacciato Baltico.